# Henri de Vernejoul
Jacques Jean François Henri de Vernejoul (Montcaret, 13 mai 1889 – Lyon 3e, 22 août 1969) est un officier général français.
Pendant la Seconde Guerre mondiale, il commande la 5e division blindée (5e DB) lors de la Libération de la France et de l'Alsace en 1944-1945.

## Biographie
Né à Montcaret en Dordogne, il est le fils d'un pasteur, Jean-François Edgar et de Lucie Fanny-Delphine Laurens. Il intègre l'École spéciale militaire de Saint-Cyr en 1910 (promotion de la Moskova). À la sortie d'école, en 1913, il intègre la cavalerie.
En 1915, il est lieutenant au sein du 6e bataillon de chasseurs alpins et il participe à la bataille du Linge.
Il participe à la pacification du Maroc (1925-1927), puis devient capitaine-instructeur à l’École de cavalerie de Saumur (1927-1935). 
Écuyer du Cadre noir, en 1940 il prend le commandement du 1er régiment de cuirassiers avec le grade de lieutenant-colonel.
Le 1er mai 1943, en Afrique du nord, l'armée française commandée par le général Giraud recrée une deuxième division blindée, vite rebaptisée 5e division blindée, le 9 juillet 1943. Elle est placée sous les ordres du général de Vernejoul qui la commandera jusqu'au 22 avril 1945.
En septembre 1944, la division débarque en France. Elle se battra notamment dans les Vosges et en Alsace libérant notamment Colmar le 2 février 1945. Elle passe le Rhin début avril.
Après guerre, il est le commandant de l’arme blindée des troupes françaises d'occupation en Allemagne.
En 1964 à Nyons, le général de Vernejoul fonde la Confrérie des Chevaliers de l’Olivier qui se consacre à la reconquête du marché de l'olive par les producteurs des Baronnies.

## Décorations
- Grand officier de la Légion d'honneur (décret du 7 mai 1946)
- Croix de guerre 1914–1918 avec deux palmes, une étoile d'argent et deux étoiles de bronze[3]
- Croix de guerre 1939–1945
- Croix de guerre des Théâtres d'opérations extérieurs
- Insigne des blessés militaires (deux blessures de guerre le 12 juillet 1918 et le 4 novembre 1918)[3]
- Médaille coloniale avec agrafe vermeil "Maroc" (1925)[3]
- Médaille commémorative de la guerre 1914–1918

## Odonymie
Son nom a été donné à :
- une rue à Kientzheim
- une rue à Nyons
- un square à Colmar

## Sources